# Zygo Corporation
Zygo Corporation, o simplemente Zygo, es un fabricante con sede en Middlefield, Connecticut, que se especializa en sistemas y equipos ópticos. Sus líneas de productos de metrología incluyen microscopios de medición 3D que utilizan interferometría de barrido de coherencia, interferómetros láser Fizeau para probar componentes ópticos, interferómetros de desplazamiento láser y codificadores ópticos heterodinos para metrología de posición de escenario. El negocio de óptica de Zygo fabrica ensamblajes ópticos y ópticas personalizadas para instrumentos médicos y laboratorios nacionales. Se han concedido más de 750 patentes desde la fundación de la empresa.
En octubre de 2008, el competidor ESI intentó adquirir Zygo por aproximadamente 174 millones de dólares en acciones, pero la junta directiva de Zygo bloqueó la compra. Posteriormente, Zygo pasó a formar parte de la División de Tecnologías de Ultra Precisión de Ametek, Inc. como resultado de una adquisición en 2014.

## Historia y productos
La empresa fue fundada en 1970 por Paul Forman, Carl Zanoni y Sol Laufer, con el apoyo financiero de Canon Inc. y la Universidad Wesleyan. Una de las prioridades iniciales de la Compañía fue construir una instalación de fabricación óptica de clase mundial para producir ópticas con superficies planas y ángulos de la más alta precisión.
Se reconoció que para lograr ese objetivo, la interferometría práctica y fácil de usar tendría que ser una parte estándar del proceso de fabricación. Si bien había varios interferómetros disponibles en el mercado en ese momento, ninguno tenía toda la flexibilidad o las funciones necesarias para las instalaciones de Zygo y también tenían un costo extremadamente prohibitivo. En 1974 se desarrolló un interferómetro para estos fines internos, el Modelo GH, y más tarde se convirtió en el primer producto comercial de Zygo con un segundo modelo, el Mark II, que fue su gran éxito.
En la década de 1990, Zygo amplió su oferta para incluir software diseñado para computadoras personales de menor costo, y lanzó al mercado sus láseres de metrología ZMI.

## Premios y reconocimientos
Dos investigadores que trabajaban en Zygo recibieron la Medalla Rudolf Kinglake por su trabajo mientras trabajaban en Zygo en ingeniería óptica en 2016.
En 2000, Zygo demandó con éxito a Wyko Corp por la infracción de una patente de un interferómetro basado en placa de prueba registrado por primera vez por Zygo en 1978.